# Mindmelt
Mindmelt è il primo EP del disc jockey, produttore discografico, musicista e cantante norvegese Aleksander Vinter, il primo sotto lo pseudonimo di Savant. È stato pubblicato il 30 giugno 2012.

## Tracce
1. Heartmakers - 4:39
2. Mastermind - 4:21
3. Volture - 3:41
4. Red Shield (Rothschild) - 3:52
5. Puppeteers - 1:15